# Треонин
Треони́н (англ. Threonine; α-амино-β-гидроксимасляная кислота; 2-амино-3-гидроксибутановая кислота) — гидроксиаминокислота; молекула содержит два хиральных центра, что обусловливает существование четырёх оптических изомеров: L- и D-треонина (3D), а также L- и D-аллотреонина (3L).
L-треонин вместе с 19 другими протеиногенными аминокислотами участвует в образовании природных белков. Для человека треонин является незаменимой аминокислотой. У бактерий, дрожжей и растений из L-треонина при участии фермента треониндезаминазы синтезируется другая незаменимая аминокислота изолейцин.
Бактериями и растениями треонин синтезируется из аспарагиновой кислоты через стадию образования гомосерин-O-фосфата. Треонин участвует в синтезе коллагена и эластина, в белковом и жировом обмене, стимулирует иммунитет и помогает работе печени, препятствуя отложению в ней жиров.

## Биологическая роль
Треонин регулирует нейропередачу в головном мозге и помогает бороться с депрессией. Дополнительный приём увеличивает умственную работоспособность, подавляет патологическое влечение к алкоголю, купирует алкогольный абстинентный синдром.
Треонин необходим для увеличения массы скелетных мышц, входит в состав ряда пищеварительных ферментов и иммунных белков, играет важную роль в синтезе пуринов и глицина, служит источником энергии, регулирует пищевое поведение.
Также треонин:
- препятствует жировой инфильтрации печени;
- основной элемент коллагена, эластина и белка эмали зубов;
- используется в цикле Кребса;
- способствует работе иммунной системы;
- гликогенная аминокислота, которая участвует в запасании сахара в печени и мышцах;
- незаменимая кислота, необходимая для роста детей, азотного метаболизма и поддержания азотного баланса у животных;

Недостаток треонина способствует быстрому развитию усталости. У птиц дефицит треонина вызывает потерю аппетита, повышенную возбудимость с последующим оцепенением, истощение, прекращение яйцекладки. Избыток треонина приводит к усиленному накоплению мочевой кислоты.
Суточная потребность в треонине для взрослого человека составляет 0,5 г, для детей — около 3 г.

## Метаболические заболевания
Деградация треонина нарушается при следующих метаболических заболеваниях:
- комбинированная малоновая и метилмалоновая ацидурия (CMAMMA)
- mетилмалоновая ацидемия
- пропионовая ацидемия